# 1426
Il 1426 (MCDXXVI in numeri romani) è un anno  del XV secolo.

## Eventi
- Masaccio dipinge a Pisa il Polittico del Carmine.
- L'imperatore Sigismondo conferma il titolo ducale a Filippo Maria Visconti.
- 3 marzo – Venezia dichiara guerra a Milano.

## Nati
- 18 gennaio - Cecilia Gonzaga, nobildonna e religiosa († 1451)
- 19 aprile - Piero da Vinci, italiano († 1504)
- 22 maggio - Alamanno Rinuccini, umanista italiano († 1499)
- 13 luglio - Anne de Beauchamp, XVI contessa di Warwick, nobile († 1492)
- 19 settembre - Maria di Clèves, duchessa († 1487)
- 11 novembre - Cosimo Migliorati, letterato italiano
- Giovanni Arcimboldi, cardinale e arcivescovo cattolico italiano († 1488)
- Giovanni II di Borbone, duca († 1488)
- Giacomo II Crispo, duca († 1447)
- Cristiano I di Danimarca, re danese († 1481)
- Angelo Fasolo, vescovo cattolico italiano († 1490)
- Gianmario Filelfo, umanista italiano († 1480)
- Maso Finiguerra, incisore italiano († 1464)
- Giovanni Garbagnate, italiano († 1482)
- Giovanni Liccio, italiano († 1511)
- Pallavicino Pallavicini, condottiero e politico italiano († 1486)
- Lorenzo Spirito Gualtieri, poeta, umanista e militare italiano († 1496)
- Isabella Stuart, principessa scozzese († 1494)
- Filippo de' Medici, arcivescovo cattolico italiano († 1474)

## Morti
- 16 febbraio - Jean Allarmet de Brogny, vescovo cattolico e cardinale francese (n. 1342)
- 1º marzo - Giovanni Pecci, vescovo cattolico italiano
- 9 maggio - Benincasa da Montepulciano, religioso italiano (n. 1375)
- 14 maggio - Giovanni Mazzuoli, compositore e organista italiano
- 28 luglio - Beraldo III delfino d'Alvernia, nobile francese
- 12 agosto - Perino da Tortona, nobile e condottiero italiano
- 18 settembre - Hubert van Eyck, pittore fiammingo
- 7 ottobre - Alice di Baux, nobile francese
- 12 novembre - Teodora Cantacuzena, imperatrice bizantina
- 17 novembre - Nikon di Troice-Sergieva, monaco cristiano e santo russo
- 24 novembre - Elisabetta Plantageneta, duchessa di Exeter, principessa inglese (n. 1363)
- 27 dicembre - Filippo Buondelmonti degli Scolari, condottiero e mercante italiano (n. 1369)
- 31 dicembre - Thomas Beaufort, I duca di Exeter, militare britannico (n. 1377)
- Giovanni Aliprandi, nobile italiano
- Bonifacio I di Challant, nobile italiano
- Marco Lando, vescovo cattolico italiano
- Jacopo Salimbeni, pittore italiano
- Tayauh
- Teraponte del Lago Bianco, monaco cristiano, religioso e santo russo (n. 1331)
- Tlacateotl, sovrano azteco
- Tezozómoc, imperatore (n. 1320)

## Calendario
| Calendario 1426 | Calendario 1426 | Calendario 1426 | Calendario 1426 | Calendario 1426 | Calendario 1426 | Calendario 1426 | Calendario 1426 | Calendario 1426 | Calendario 1426 | Calendario 1426 | Calendario 1426 | Calendario 1426 | Calendario 1426 | Calendario 1426 | Calendario 1426 | Calendario 1426 | Calendario 1426 | Calendario 1426 | Calendario 1426 | Calendario 1426 | Calendario 1426 | Calendario 1426 | Calendario 1426 | Calendario 1426 | Calendario 1426 | Calendario 1426 | Calendario 1426 | Calendario 1426 | Calendario 1426 | Calendario 1426 | Calendario 1426 | Calendario 1426 |
| --------------- | --------------- | --------------- | --------------- | --------------- | --------------- | --------------- | --------------- | --------------- | --------------- | --------------- | --------------- | --------------- | --------------- | --------------- | --------------- | --------------- | --------------- | --------------- | --------------- | --------------- | --------------- | --------------- | --------------- | --------------- | --------------- | --------------- | --------------- | --------------- | --------------- | --------------- | --------------- | --------------- |
|                 | 1               | 2               | 3               | 4               | 5               | 6               | 7               | 8               | 9               | 10              | 11              | 12              | 13              | 14              | 15              | 16              | 17              | 18              | 19              | 20              | 21              | 22              | 23              | 24              | 25              | 26              | 27              | 28              | 29              | 30              | 31              |                 |
| Gennaio         | Ma              | Me              | Gi              | Ve              | Sa              | Do              | Lu              | Ma              | Me              | Gi              | Ve              | Sa              | Do              | Lu              | Ma              | Me              | Gi              | Ve              | Sa              | Do              | Lu              | Ma              | Me              | Gi              | Ve              | Sa              | Do              | Lu              | Ma              | Me              | Gi              |                 |
| Febbraio        | Ve              | Sa              | Do              | Lu              | Ma              | Me              | Gi              | Ve              | Sa              | Do              | Lu              | Ma              | Me              | Gi              | Ve              | Sa              | Do              | Lu              | Ma              | Me              | Gi              | Ve              | Sa              | Do              | Lu              | Ma              | Me              | Gi              |                 |                 |                 |                 |
| Marzo           | Ve              | Sa              | Do              | Lu              | Ma              | Me              | Gi              | Ve              | Sa              | Do              | Lu              | Ma              | Me              | Gi              | Ve              | Sa              | Do              | Lu              | Ma              | Me              | Gi              | Ve              | Sa              | Do              | Lu              | Ma              | Me              | Gi              | Ve              | Sa              | Do              |                 |
| Aprile          | Lu              | Ma              | Me              | Gi              | Ve              | Sa              | Do              | Lu              | Ma              | Me              | Gi              | Ve              | Sa              | Do              | Lu              | Ma              | Me              | Gi              | Ve              | Sa              | Do              | Lu              | Ma              | Me              | Gi              | Ve              | Sa              | Do              | Lu              | Ma              |                 |                 |
| Maggio          | Me              | Gi              | Ve              | Sa              | Do              | Lu              | Ma              | Me              | Gi              | Ve              | Sa              | Do              | Lu              | Ma              | Me              | Gi              | Ve              | Sa              | Do              | Lu              | Ma              | Me              | Gi              | Ve              | Sa              | Do              | Lu              | Ma              | Me              | Gi              | Ve              |                 |
| Giugno          | Sa              | Do              | Lu              | Ma              | Me              | Gi              | Ve              | Sa              | Do              | Lu              | Ma              | Me              | Gi              | Ve              | Sa              | Do              | Lu              | Ma              | Me              | Gi              | Ve              | Sa              | Do              | Lu              | Ma              | Me              | Gi              | Ve              | Sa              | Do              |                 |                 |
| Luglio          | Lu              | Ma              | Me              | Gi              | Ve              | Sa              | Do              | Lu              | Ma              | Me              | Gi              | Ve              | Sa              | Do              | Lu              | Ma              | Me              | Gi              | Ve              | Sa              | Do              | Lu              | Ma              | Me              | Gi              | Ve              | Sa              | Do              | Lu              | Ma              | Me              |                 |
| Agosto          | Gi              | Ve              | Sa              | Do              | Lu              | Ma              | Me              | Gi              | Ve              | Sa              | Do              | Lu              | Ma              | Me              | Gi              | Ve              | Sa              | Do              | Lu              | Ma              | Me              | Gi              | Ve              | Sa              | Do              | Lu              | Ma              | Me              | Gi              | Ve              | Sa              |                 |
| Settembre       | Do              | Lu              | Ma              | Me              | Gi              | Ve              | Sa              | Do              | Lu              | Ma              | Me              | Gi              | Ve              | Sa              | Do              | Lu              | Ma              | Me              | Gi              | Ve              | Sa              | Do              | Lu              | Ma              | Me              | Gi              | Ve              | Sa              | Do              | Lu              |                 |                 |
| Ottobre         | Ma              | Me              | Gi              | Ve              | Sa              | Do              | Lu              | Ma              | Me              | Gi              | Ve              | Sa              | Do              | Lu              | Ma              | Me              | Gi              | Ve              | Sa              | Do              | Lu              | Ma              | Me              | Gi              | Ve              | Sa              | Do              | Lu              | Ma              | Me              | Gi              |                 |
| Novembre        | Ve              | Sa              | Do              | Lu              | Ma              | Me              | Gi              | Ve              | Sa              | Do              | Lu              | Ma              | Me              | Gi              | Ve              | Sa              | Do              | Lu              | Ma              | Me              | Gi              | Ve              | Sa              | Do              | Lu              | Ma              | Me              | Gi              | Ve              | Sa              |                 |                 |
| Dicembre        | Do              | Lu              | Ma              | Me              | Gi              | Ve              | Sa              | Do              | Lu              | Ma              | Me              | Gi              | Ve              | Sa              | Do              | Lu              | Ma              | Me              | Gi              | Ve              | Sa              | Do              | Lu              | Ma              | Me              | Gi              | Ve              | Sa              | Do              | Lu              | Ma              |                 |